# Đỗ Tích Khuê
Đỗ Tích Khuê (chữ Hán: 杜錫珪; 12 tháng 11 năm 1875 - 28 tháng 12 năm 1933), tự Thận Chưng (慎丞), Thận Thần (慎臣), hiệu Thạch Chung (石鍾) là một sĩ quan Hải quân cuối thời nhà Thanh và thời kỳ quân phiệt ở Trung Quốc.

## Tiểu sử

### Gia nhập Hải quân
Đỗ Tích Khuê sinh ra ở Phúc Châu, tỉnh Phúc Kiến trong một gia đình nghèo. Vì anh trai của Đỗ là lính hải quân nên Đỗ cũng khao khát được gia nhập hải quân. Năm Quang Tự thứ 28 (1902), Đỗ Tích Khuê tốt nghiệp khóa lái tàu thứ hai ở Học viện Hải quân Giang Nam, sau đó ông được sang Anh thực tập. Năm 1904, Đỗ trở thành thuyền trưởng của tàu "Hải Thiên" (海天) - chiến hạm lớn nhất của Trung Quốc bấy giờ. Nhưng sau đó, khi tàu Hải Thiên trên đường đến Giang Âm, Giang Tô, một chỉ huy khác là Lưu Quán Hùng (刘冠雄) bất chấp ý kiến của Đỗ Tích Khuê đang có bão vẫn cho tàu tiến lên nên tàu Hải Thiên va vào đá ngầm và bị chìm ở Ngô Tùng Khẩu (吳淞口). Tai nạn này khiến Lưu Quán Hùng bị cách chức, trong khi đó Đỗ Tích Khuê được thăng chức. Tháng 7 năm 1911, ông được bổ nhiệm chỉ huy hạm đội "Giang Trinh" (江貞) .

### Sau Khởi nghĩa Vũ Xương
Tháng 10 năm 1911, Khởi nghĩa Vũ Xương nổ ra, Đỗ Tích Khuê theo lệnh của Viên Thế Khải đưa chiến hạm "Giang Trinh" đến Hán Khẩu. Khi quân Thanh tấn công quận Hán Dương, Đỗ Tích Khuê nhìn thấy những hành vi bạo ngược của quân đội triều đình và quyết định từ bỏ sự trung thành với nhà Thanh. Cùng với Thang Hương Minh (汤芗铭), Đỗ Tích Khuê đứng về phe cách mạng, làm chỉ huy của tuần dương hạm "Hải Dung" (海容), cùng quân cách mạng chiến đấu với quân nhà Thanh dọc bờ biển các tỉnh An Huy, Hồ Bắc. Sau khi Viên Thế Khải trở thành Tổng thống Trung Hoa Dân quốc, Đỗ Tích Khuê gia nhập chính phủ Bắc Dương.
Khi Cách mạng lần thứ hai năm 1912 bùng nổ chống lại Viên Thế Khải, Đỗ Tích Khuê là chỉ huy Pháo đài Mân Giang (閩江) và quyền chỉ huy lực lượng Phòng vệ Phúc Kiến, một lần nữa lại cùng Lưu Quán Hùng ra trận nhưng lần này là đàn áp các lực lượng cách mạng. Đến đầu năm 1916, khi Viên Thế Khải chính thức xưng đế, Đỗ Tích Khuê cùng Tư lệnh Hạm đội 1 Lâm Bảo Dịch (林葆懌) và cựu Tư lệnh hải quân Lý Đỉnh Tân (李鼎新) tuyên bố độc lập và tham gia chiến tranh hộ quốc chống lại Viên.

### Đứng về phe Trực hệ
Sau cái chết của Viên Thế Khải, Đỗ Tích Khuê trở lại chính quyền Bắc Dương, năm 1917 là chỉ huy Hạm đội 2. Thế chiến thứ I bùng nổ, chính phủ Bắc Dương tham gia cùng phe Hiệp ước, bản thân Đỗ Tích Khuê cũng làm rất tốt việc kiểm soát các tàu buôn của Đức, Áo-Hung trên sông Dương Tử. Sau đó, trong cuộc chiến tranh phe phái của chính quyền Bắc Dương, Đỗ Tích Khuê đứng về phe Trực hệ và ủng hộ các hoạt động quân sự của Ngô Bội Phu. Tháng 10 năm 1921, Đỗ Tích Khuê được thăng cấp thành Đô đốc và trong cuộc chiến tranh Trực-Phụng lần thứ nhất, Đỗ Tích Khuê đã cắt đứt đường tiếp tế của phe Phụng Hệ góp phần vào chiến thắng của phe Trực hệ, nhờ đó được bổ nhiệm làm Tư lệnh Hải quân Trung Hoa Dân quốc, Tướng quân Phủ Tướng quân.
Tuy nhiên, sau đó mâu thuẫn giữa ông với Tư lệnh Hạm đội 1 Lâm Kiến Chương (林建章) - một người được hỗ trợ bởi các quân phiệt An Huy ngày càng gia tăng. Lâm Kiến Chương lợi dụng việc các sĩ quan hải quân bất mãn vì chính phủ Bắc Dương nợ lương để gây dựng một lực lượng khác. Chiến tranh Trực-Phụng lần thứ 2 với sự thất bại của phe Trực hệ trước Phụng hệ, Đỗ Tích Khuê bị bãi chức, Lâm Kiến Chương trở thành Tổng Tư lệnh Hải quân, Dương Thụ Trang (楊樹莊) trở thành Tư lệnh Hải quân.

### Quyền Tổng thống Trung Hoa Dân quốc
Tháng 12 năm 1925, Đỗ Tích Khuê trở thành Bộ trưởng Hải quân. Tháng 6 năm 1926, nội các nhiếp chính của Nhan Huệ Khanh (顏惠慶) giải tán, Đỗ Tích Khuê trở thành quyền Tổng thống kiêm Thủ tướng và Bộ trưởng Hải quân. Cũng trong thời kì này, quân đội của Quốc dân Đảng Trung Quốc đạt được thắng lợi trong chiến tranh Bắc phạt (1926-1928), Đỗ Tích Khuê cho Hạm đội 1 và Hạm đội 2 được tự do đi lại và gia nhập vào Quốc dân Cách mệnh quân, đến tháng 3 năm 1927, Hải quân chính thức tuyên bố trở thành thành viên của Quốc dân Cách mệnh quân.
Tháng 6 năm 1927, Trương Tác Lâm (张作霖) trở thành Đại tướng Lục quân và Hải quân, và như vậy Đỗ Tích Khuê bị gạt ra rìa. Tháng 11 năm 1929, ông được lệnh đi thị sát hải quân các nước châu Âu, Hoa Kỳ và Nhật Bản. Tháng 7 năm 1921, Đỗ Tích Khuê đảm nhiệm Hiệu trưởng Học viện Hải quân Phúc Châu ở Mã Vĩ nhưng ông không nhậm chức. Sau khi "Cách mạng Phúc Kiến" 1933-1934 nổ ra ở Phúc Châu do Trần Minh Xu (陳銘樞), Lý Tế Thâm (李濟深), Thái Đình Khải (蔡廷锴), Tưởng Quang Nãi (蔣光鼐) lãnh đạo, Đỗ Tích Khuê từ chối hợp tác với chính phủ Trung Hoa Dân Quốc ở Phúc Châu và rời Phúc Châu đến Thượng Hải để tạm lánh.

### Qua đời
Ngày 28 tháng 12 năm 1933 (Trung Hoa Dân Quốc thứ 22), Đỗ Tích Khuê qua đời vì bạo bệnh tại Thượng Hải. Lăng mộ của ông được đặt tại làng Hoài An, Tây Môn Đài, Phúc Châu, trong khuôn viên trường Đại học Nông Lâm Phúc Kiến, văn bia sau đó được Ủy ban quản lý di tích văn hóa Phúc Châu lưu giữ và sưu tầm.